# اوبرن (ماساچوست)
اوبرن (به انگلیسی: Auburn) شهرکی در شهرستان ورچستر ایالت ماساچوست می‌باشد که در سال ۱۷۷۸ بنیان‌گذاری شده‌است. این شهرک در سرشماری سال ۲۰۱۰ میلادی، ۱۶٬۱۸۸ نفر جمعیت داشته‌است.